# Byron Nelson
John Byron Nelson Jr. (4 de fevereiro de 1912 — 26 de setembro de 2006) foi um golfista profissional norte-americano que estava ativo entre 1935 e 1946, um dos grandes nomes não só de sua época, mas ao longo da história do esporte.
Nelson e outros dois campeões lendários daquela época, Ben Hogan e Sam Snead, nasceram dentro de sete meses de cada um em 1912.
Foi apelidado de "Lord Byron" por seu cavalheirismo, em referência ao porta Lord Byron.
Ganhou cinco torneios majors: o Masters de Golfe de 1937 e 1942, o Aberto dos Estados Unidos de 1939 e o Campeonato da PGA, em 1940 e 1945.
Nelson foi introduzido no Hall da Fama do Golfe Mundial em 1974.